# Gilley (Doubs)
 Gilley  es una comuna y población de Francia, en la región de Franco Condado, departamento de Doubs, en el distrito de Pontarlier y cantón de Montbenoît. Es la mayor población del cantón.
Está integrada en la Communauté de communes du Canton de Montbenoît .

## Demografía[2]
| 789 | 774 | 770 | 744 | 821 | 775 | 768 | 923 | 867 | 825 | 851 | 808 | 792 | 985 | 847 | 843 | 910 | 878 | 893 | 901 | 844 | 858 | 886 | 900 | 884 | 891 | 901 | 942 | 978 | 1 040 | 1 149 | 1 253 | 1377 |
| Para los censos de 1962 a 1999 la población legal corresponde a la población sin duplicidades (Fuente: INSEE [Consultar]) |     |     |     |     |     |     |     |     |     |     |     |     |     |     |     |     |     |     |     |     |     |     |     |     |     |     |     |     |       |       |       |      |

## Administración

### Alcaldes desde 1892[1]
| Nombre                   | fecha de acceso         |
| ------------------------ | ----------------------- |
| François MARGUET         | 15 de mayo de 1892      |
| Constant MARGUET         | 17 de mayo de 1896      |
| Justin CACHOT            | 20 de mayo de 1900      |
| Joseph MARGUET           | 15 de mayo de 1904      |
| Adolphe BOLE DU CHAUMONT | 19 de mayo de 1912      |
| Louis CHABOD             | 12 de diciembre de 1919 |
| Auguste BOLE FEYSOT      | 19 de mayo de 1929      |
| Louis BOLE RICHARD       | 18 de mayo de 1935      |
| Joseph CHABOD            | 12 de diciembre de 1959 |
| Henri BERTIN             | 27 de marzo de 1965     |
| René FAIVRE              | 24 de marzo de 1977     |
| Henri BERTIN             | 18 de marzo de 1983     |
| Gilbert MARGUET          | 13 de agosto de 1985    |